# Udaipur (Rajasthan)
Udaipur è una città dell'India di 389.317 abitanti, è conosciuta anche come città dei laghi, capoluogo del distretto di Udaipur e della divisione di Udaipur, nello stato federato del Rajasthan. In base al numero di abitanti la città rientra nella classe I (da 100.000 persone in su).
Oltre alla sua storia, cultura e posizione panoramica, è anche conosciuta per i suoi palazzi dell'era Rajput. Il Palazzo del lago, per esempio, copre un'intera isola nel lago Pichola. Molti palazzi sono stati trasformati in alberghi di lusso. Spesso è chiamata la Venezia d'Oriente ed è anche soprannominata Lake City.

## Clima
Il clima di Udaipur è tropicale, con il termometro che alterna tra un massimo di 42,3 °C e una minima di 28,8 °C durante le estati. Gli inverni sono miti con la temperatura massima in aumento a 28,8 °C e la minima di 2,5 °C.

## Edifici di particolare interesse
- City Palace, palazzo reale, oggi museo
- Monsoon Palace, residenza reale posta in cima ad una collina
- Lake Palace, residenza reale trasformata in hotel di lusso

## Società

### Evoluzione demografica
Al censimento del 2001 la popolazione di Udaipur assommava a 389.317 persone, delle quali 205.319 maschi e 183.998 femmine. I bambini di età inferiore o uguale ai sei anni assommavano a 46.138, dei quali 24.592 maschi e 21.546 femmine. Infine, coloro che erano in grado di saper almeno leggere e scrivere erano 301.671, dei quali 170.056 maschi e 131.615 femmine.